# Сан-Мигел-да-Боа-Виста
Сан-Мигел-да-Боа-Виста (порт. São Miguel da Boa Vista)  —  муниципалитет в Бразилии, входит в штат Санта-Катарина. Составная часть мезорегиона Запад штата Санта-Катарина. Входит в экономико-статистический  микрорегион Шапеко. Население составляет 1571 человек на 2006 год. Занимает площадь 71,922 км². Плотность населения — 21,8 чел./км².

## История
Город основан 9 января 1992 года.

## Статистика
- Валовой внутренний продукт на 2003 составляет 12.782.022,00 реалов (данные: Бразильский институт географии и статистики).
- Валовой внутренний продукт на душу населения на 2003 составляет 7.197,08 реалов (данные: Бразильский институт географии и статистики).
- Индекс развития человеческого потенциала на 2000 составляет 0,754 (данные: Программа развития ООН).